# Принципи на икономиката
„Принципи на икономиката“ (на немски: Grundsätze der Volkswirtschaftslehre) е книга на австрийския икономист Карл Менгер, публикувана през 1871 година.
В нея Менгер излага теорията за пределната полезност като източник на стойността на стоките в противовес на широко разпространената по това време трудова теория за стойността. Той също така акцентира върху несигурността на икономическите решения, критикувайки класическите модели, разглеждащи рационални и изцяло информирани икономически агенти. „Принципи на икономиката“ често е приемана за началото на Австрийската икономическа школа.